# Xã Washington, Quận Sharp, Arkansas
Xã Washington (tiếng Anh: Washington Township) là một xã thuộc quận Sharp, tiểu bang Arkansas, Hoa Kỳ. Năm 2010, dân số của xã này là 221 người.